# Kuntillet Adzsrud
Kuntillet ʿAdzsrud vagy Horvat Teman egy Kr. e. 9.–8. század korából származó régészeti lelőhely Egyiptomban, az izraeli határ közelében, a Sínai-félsziget északkeleti részén. Az ásatásokon felfedezett feliratok jelentősek a bibliai régészetben.

## Története
Vízforrásként fontos állomás volt az Akabai-öblöt és a Földközi-tengert összekötő ősi kereskedelmi útvonalon. Mindössze 50 kilométerre volt Kádes Barnea fő oázisától. A egykori Júdai Királysághoz való közelsége ellenére az északi Izraeli Királysággal (Szamáriával) is kapcsolatba hozható: az anyagi kultúra eszközei, bizonyos feliratok és a szamáriai JHVH-ra való utalás azt bizonyítja, hogy a hely izraelita előőrs volt.
A helyen először Edward Henry Palmer végzett ásatásokat 1870-ben. A 20. században miután a hatnapos háború eredményeként Izrael elfoglalta a Sínai-félszigetet, a fennsíkon 1975-ben és 1976-ban a Tel-Aviv-i Egyetem Régészeti Intézetének munkatársai Ze'ev Meshel irányításával egy vaskori lelőhelyet tártak fel, amely körülbelül Kr.e. 850-750 között volt lakott.

## Fordítás
- Ez a szócikk részben vagy egészben  a   Kuntillet Ajrud című angol Wikipédia-szócikk fordításán alapul.  Az eredeti cikk szerkesztőit annak laptörténete sorolja fel. Ez a jelzés csupán a megfogalmazás eredetét és a szerzői jogokat jelzi, nem szolgál a cikkben szereplő információk forrásmegjelöléseként.